# Ursula Micaela Morata

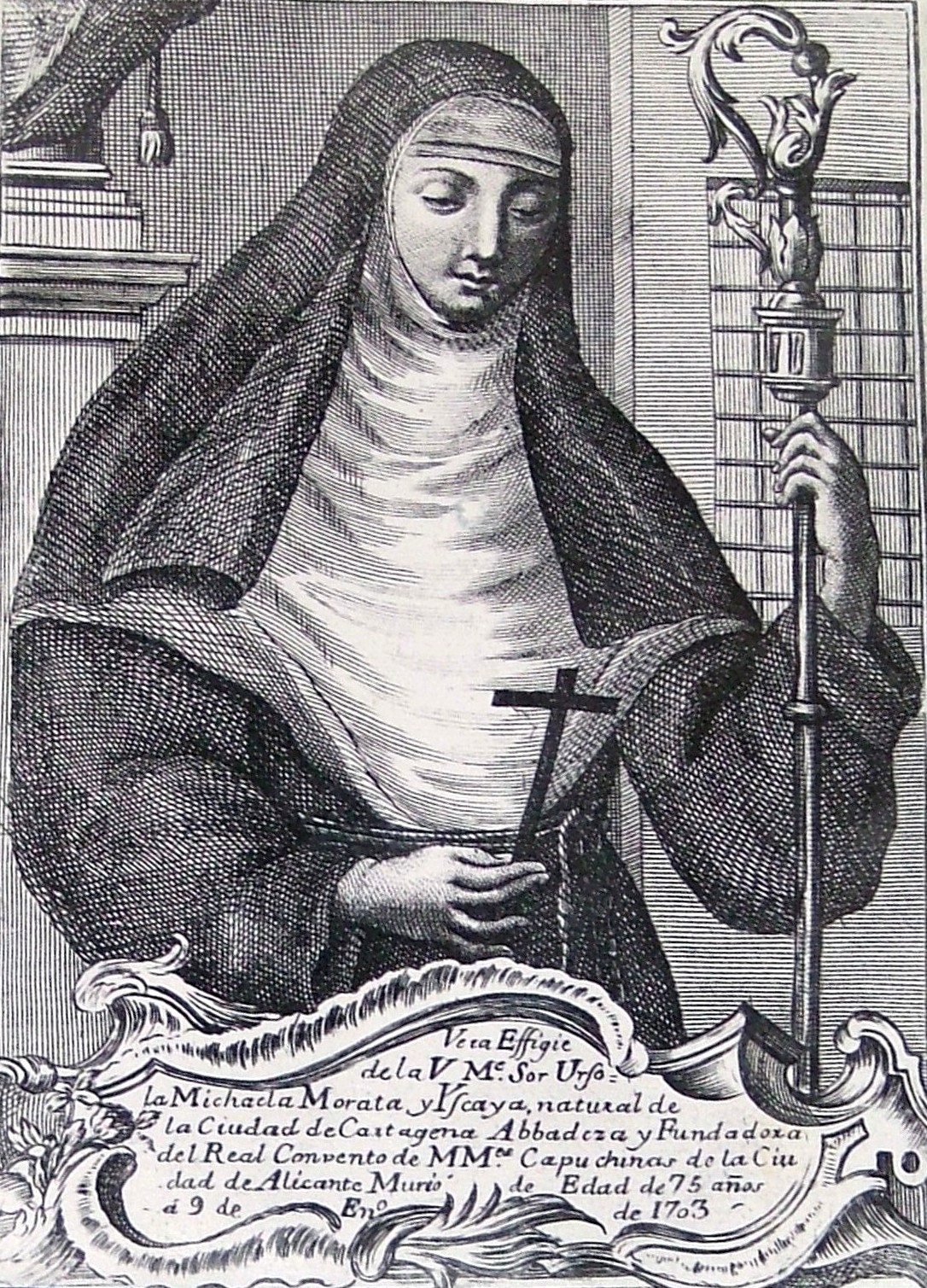
Urszula Micaela Morata

Urszula Micaela Morata (ur. 21 października 1628 w Kartagenie, zm. 9 stycznia 1703 w Alicante), Służebnica Boża Kościoła katolickiego, mniszka w zakonie klarysek kapucynek, mistyczka. Założyła klasztor klarysek kapucynek w Alicante (Hiszpania).

## Dzieciństwo
Urodziła się w zamożnej rodzinie, najmłodsza z trzynasściorga dzieci. Jej rodzice byli pochodzenia włoskiego. Ojciec, Marek Aureliusz Morata e Iscaya, był rycerzem Księstwa Sabaudii-Piemontu, matka, Juana Garibaldo, pochodziła z Madrytu, miała również przodków włoskiej krwi. Oboje zmarli, w odstępie trzech dni, w roku 1632, kiedy Urszula miała trzy lata. Od tej pory pozostała pod opieką jej starszej siostry, Sebastiany. Jako czterolatka, na skraju śmierci, stanu spowodowanego atakiem ospy, doświadczyła pierwszych łask mistycznych.
Tak się rozpoczęła jej droga duchowego wzrostu, asymilując idee królujące w tej epoce w kwestiach modlitwy, postu y umartwienia; podczas praktyki tych aktów przeżywała także doświadczenia mistyczne.
Jeśli chodzi o jej wykształcenie, jej siostra nauczyła ją czytać i pisać; takie wykształcenie nie było rzeczą powszechną w tamtej epoce, i tym bardziej, wśród kobiet.

## Młodzieńcze lata
W 1642 zaręczyła się z jednym ze swoich krewnych, lecz w roku kolejnym zerwała związek. Myśl o życiu zakonnym umacniała się w niej, ostatnim impulsem stał się sen proroczy, który jej zwiastował śmierć kapłana, przyjaciela rodziny. Mimo sprzeciwu rodziny wstąpiła do klasztoru kapucynek w Murcji, założonego w 1644 przez św. Marię Anielę Astorch, opatkę i mistrzynię nowicjatu tamże. Śluby zakonne złożyła 20 stycznia 1647, przyjmując imię zakonne Micaela. W 1648 roku zaraza szalała w Murcji i siostra Urszula posługiwała jako pielęgniarka. W latach 1651 i 1653 wylew rzeki Segura, zmusił siostry do ucieczki; znalazły schronienie na Górze Pustelni (Monte de las Ermitas). W tym czasie siostra Urszula Micaela doświadczyła "ciemnej nocy", okresu kryzysu duchowego wśród mistyków. W 1652 roku otrzymała nakaz od spowiednika, aby napisać autobiografię.

## Duchowa droga
W 1653, na zakończenie ciemnej nocy, doświadczyła transwerberacji serca (przebicia serca), podobnie jak święta Teresa od Jezusa.
Siostra Urszula Micaela miała wiele nadprzyrodzonych doświadczeń, które są obecne również w życiu innych mistyków: wizje, lokucje (słyszenia wewnętrzne), cuda, postrzeganie pozazmysłowe, itd. Wyróżniła się specjalnie donem bilokacji, który ją zawiódł do innych krajów; i jasnowidzenia, dzięki któremu stała się wyrocznią dla szukających porady, wśród nich znalazł się także m.in. Karol II Habsburg i książę Juan Jose de Austria, z którymi prowadziła korespondencję listowną.
W 1661 wybrano ją jako radną i sekretarkę wspólnoty.

## Fundacja w Alicante
W 1669 roku rozpoczęły się starania w celu założenia klasztoru klarysek kapucynek w mieście Alicante. Ze względu na wiele problemów, dzieło zakończono w 1682, otwierając klasztor pod wezwaniem Triumfów Najświętszego Sakramentu, nazwa którą zainspirowała jedna z wizji siostry Urszuli Micaeli.
Pełniła funkcję wikariuszki do 1699 roku, kiedy to wybrano ją jako opatkę, funkcję którą sprawowała aż do śmierci. W swojej Autobiografii nie zamieściła ostatnich przeżyć, gdyż przerwała pisanie w 1684. Niemniej jednak, mniszki jej współczesne pozostawiły zeznania i zapiski odnośnie do tego ostatniego okresu jej życia. Oprócz tego, miasto Alicante opublikowało panegiryk pochwalny po jej śmierci, gdzie zostały zarejestrowane najważniejsze dane z jej życia.

## Śmierć i proces beatyfikacji
Po dwóch latach bolesnej choroby, siostra Urszula Micaela zmarła 9 stycznia 1703 roku, w wieku 75 lat. Opinia o jej świętości i powszechne poważanie, jakiego doznawała za życia, sprawiły, iż jej ciało pozostało wystawione w kościele przez 6 dni. Przez cały ten czas, trwało nietknięte rozkładem, ciepłe i plastyczne, z tego też powodu nie zostało pochowane. W 1742, biskup z Orihuela, Juan Elias Gomez de Teran, zastawszy je w nienaruszonym stanie, nakazał przechowanie zwłok w arce i bez pochowania. Tak się zachowały do dzisiaj, nietknięte rozkładem i plastyczne.
Fama świętości, jaką się cieszyła siostra Urszula Micaela w chwili śmierci, sprawiła, iż biskup diecezji Orihuela, Jose de la Torre y Orumbella wydał – w 1703 roku – dokument poświadczający jej życie i cnoty, z myślą o procesie beatyfikacyjnym. Zniszczenie archiwów podczas wojny o sukcesję hiszpańską (1702-1713) i hiszpańska wojna domowa (1936-1939), spowodowały utratę tych dokumentów. Niemniej jednak, ocalała Autobiografia, 24 listy i świadectwa odnośnie do sługi Bożej. Diecezjalny proces beatyfikacyjny (informacyjny), któremu przewodził biskup diecezji Orihuela-Alicante, Rafael Palmero Ramos, rozpoczął się 11 października 2006 roku i zakończył w dniu 11 czerwca 2009.